# 幸松村
幸松村（こうまつむら）は、埼玉県の東部、北葛飾郡に属していた村である。現在春日部市の一部。

## 地理
- 河川：大落古利根川、庄内古川（中川）、倉松川、旧倉松落（旧倉松川、幸松川）、安戸落
- 旧幸松村の地域は、2018年現在、春日部市
- 小渕（こぶち）
- 樋籠（ひろう）
- 八丁目（はっちょうめ）
- 樋堀（ひぼり）
- 新川（しんかわ）
- 牛島（うしじま）
- その他：小淵砂丘

## 歴史
- 1889年（明治22年）4月1日 - 町村制施行により、八丁目村、小淵村、不動院野村、樋籠村、新川村、牛島村、樋堀村が合併し北葛飾郡幸松村が成立する。地名はこの地域が幸手領および松伏領に属していたことに因む[1]。
- 1954年（昭和29年）7月1日 - 南埼玉郡春日部町、豊春村、武里村、北葛飾郡豊野村と合併し春日部市となる。

## 備考
明治22年以前の地名（小字）は以下の通り
- 牛島村（三本木、熊の木、本村、前河原、古川、上河原、神明、川島、向川島、川中子、草刈、前田）
- 新川村（拾弐軒、上手、二番割、三番割）
- 樋堀村（前河原）
- 樋籠村（樋堀、柳原、向島）
- 八丁目村（前、浦、新田、樋堀）
- 不動院野村（次郎右衛門、嘉右衛門、長右衛門、掃部、善兵衛、久太郎、茂兵衛、修理、四郎右衛門、徳右衛門、六右衛門）
- 小渕村（前田、内田、山下、中島）

## 交通

### 鉄道
東武鉄道
東武野田線 - 藤の牛島駅